# Théorie du sang pur en Corée

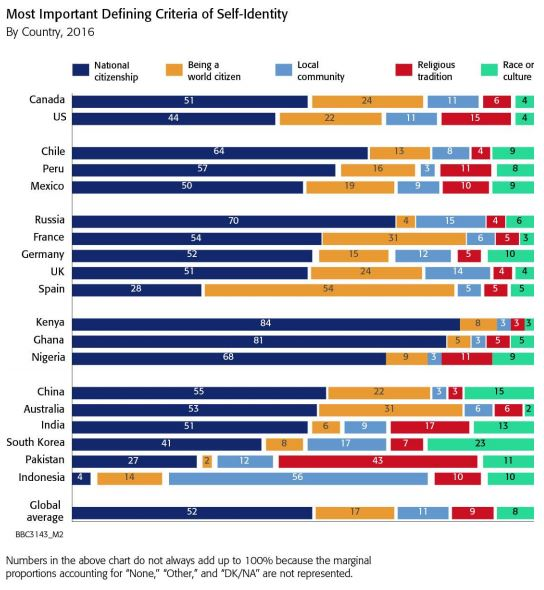
Un sondage de la BBC datant de 2016, demandant à des personnes de différentes nationalités quel est l'élément qui constitue le plus leur identité. Les personnes sondées en Corée du Sud ont défini à 23% que cet élément est leur race, soit la plus haute proportion de tous les pays sondés.

La théorie du sang pur en Corée ou l'hypothèse du pur sang en Corée se réfère à l'idée que les Coréens sont les plus proches de la race pure d'un ancêtre unique.
L'idéologie de la race pure a pris racine au début du XXe siècle, lorsque les Japonais annexèrent la Corée et lancèrent une campagne influencée par le nazisme pour les convaincre qu'ils étaient de la même souche de race pure que les Japonais eux-mêmes,. Après l'indépendance dans les années 1940, ni la Corée du Nord ni la Corée du Sud n'ont contesté que l'homogénéité ethnique du peuple coréen reposât sur une lignée directe des Grands-Han, considérés comme une race divine.

## Source de la traduction
- (en) Cet article est partiellement ou en totalité issu de l’article de Wikipédia en anglais intitulé « Korean ethnic nationalism » (voir la liste des auteurs).